# 독도헬기장
독도 헬기장(영어: Dokdo Heliport, IATA: none, ICAO: RKDD)은 경상북도 울릉군 울릉읍 독도리에 있는 경찰청이 관할하는 헬리콥터 이착륙장이다. 동도에 있기 때문에 동도 헬기장으로도 불린다.
2008년 국제민간항공기구(ICAO)로부터 지명약어 RKDD를 부여받았다.

## 같이 보기
- 독도